# Budkî, Bilopillea
Budkî (în ucraineană Будки) este un sat în comuna Rîjivka din raionul Bilopillea, regiunea Sumî, Ucraina.

## Demografie
Componența lingvistică a localității Budkî
     Ucraineană (93,55%)
     Rusă (4,84%)
Conform recensământului din 2001, majoritatea populației localității Budkî era vorbitoare de ucraineană (93,55%), existând în minoritate și vorbitori de rusă (4,84%).